# Actual Fantasy
Actual Fantasy es el segundo álbum del proyecto de metal progresivo Ayreon, del músico neerlandés Arjen Anthony Lucassen, lanzado en el año 1996.
Es el único lanzamiento de Ayreon hasta el momento que no tiene una historia conceptual, sino que se inspira más bien en películas de ciencia ficción y fantasía, así como en historias escritas por el propio Arjen.
En el 2004 se volvió a relanzar el disco bajo el título Actual Fantasy Revisited, donde se regrabaron partes de bajo, guitarras, así como la sustitución de la caja de ritmos digital de la versión original por una batería real a cargo de Ed Warby, el colaborador más habitual de Arjen A. Lucassen con Ayreon.

## Lista de canciones
1. "Actual Fantasy" (1:33) 
2. "Abbey of Synn" (9:34)
3. "The Stranger from Within" (7:40)
4. "Computer Eyes" (7:27)
5. "Beyond the Last Horizon" (7:35)
6. "Farside of the World" (6:20)
7. "Back on Planet Earth" (7:04)
8. "Forevermore" (7:16)

## Personal
- Arjen A. Lucassen - guitarras, teclados, vocoder, composición y arreglos
- Okkie Huijsdens - vocales
- Edward Reekers - vocales
- Robert Soeterboek - vocales
- Cleem Determeijer - solo de sintetizador en pistas 3 y 4, arreglos orquestales y de cuerdas en pistas 1, 3, 7 y 8.
- Rene Merkelbach - órgano Hammond, solo de sintetizador en pista 2
- Floortje Schilt - violín
- David Bachwitz - "voz de niño" en pista 1
- Kiki Holleman - "bebe" en pista 8

### Actual Fantasy Revisited
- Ed Warby - batería
- Peter Vink - bajo
- Ewa Albering - flauta
- Astrid van der Veen - vocal pista 7